# Euphorbia maculata
Euphorbia maculata é uma espécie de planta com flor pertencente à família Euphorbiaceae. 

## Taxonomia
A espécie foi descrita por Lineu. Chamaesyce maculata, com a autoridade científica (L.) Small e publicada em Flora of the Southeastern United States 713. 1903, é agora considerada sinônimo de E. maculata, após estudos morfológicos constatarem que o clado Chamaesyce está contido no gênero Euphorbia.

## Portugal
Trata-se de uma espécie presente no território português, nomeadamente em Portugal Continental e no Arquipélago dos Açores.
Em termos de naturalidade é introduzida nas duas regiões atrás indicadas.

## Protecção
Não se encontra protegida por legislação portuguesa ou da Comunidade Europeia.[carece de fontes?]